# Michel-Georges Micberth
Pour les articles homonymes, voir Berthe.
Michel-Georges Berthe, dit Michel-Georges Micberth, est un éditeur, pamphlétaire et écrivain français né le 12 août 1945 à Tours et mort le 19 mars 2013 à Autremencourt dans l’Aisne. Il se revendiquait anarchiste de droite.

## Biographie
Michel-Georges Berthe naît le 12 août 1945 à Tours,, d'un père breton et d'une mère angevine. Dès son plus jeune âge, maltraité par ses parents dans le décor ravagé de l'après-guerre, il écrit dès l’âge de 8 ans, par défi, des poèmes qui seront édités bien plus tard, en anthologie, par Jacques-Pierre et Jean Grassin. Mme Renaud, professeur au conservatoire à rayonnement régional de Tours, utilisera ces poèmes pour apprendre l'éloquence à un jeune comédien qui deviendra Jacques Villeret.
À 13 ans en 1958, il crée les Jeunesses gaullistes révolutionnaires, un mouvement en faveur du retour du général de Gaulle.
Dans son adolescence, il commence à publier des fanzines. En 1963, après son passage à l'école Brassart où il a étudié les arts graphiques et la publicité, il fonde la Jeune Force poétique française à laquelle participent Alain Fournier, plus connu sous le pseudonyme d'A. D. G., et le poète Gérard Lecha. Le grand poète Louis Aragon, malgré son engagement communiste, en sera le président d'honneur.
Dans le cadre de son émission quotidienne Rendez-vous aux Champs-Élysées, Europe 1 lui donne une importante audience en radiodiffusant ses textes et ceux de ses amis. En 1967, il fonde le mouvement autobusiaque, consacré à la publication de poèmes et de pièces de théâtre.
En 1969, il se présente à l'élection présidentielle, mais, bien qu'ayant le nombre de signatures de maires requis, sa candidature sera annulée par le Conseil constitutionnel. Reprenant un article du journal Le Monde du 15 mai 1969, le futur ministre de la Recherche du gouvernement Lionel Jospin, Roger-Gérard Schwartzenberg, dans son livre sur la guerre de succession nous dit : « In extremis, au soir du 13 mai, deux jeunes gens chevelus (sic), venus tout droit d'Indre-et-Loire, déposent à la hâte une liste de signatures du « philosophe » et chercheur M.-G. Micberth.
Il est également clinicien des hôpitaux psychiatriques de la préfecture de la Seine. De 1968 à 1971, il dirige le Centre d'études et de recherches expérimentales du Plessis,.
En 1972, il fait paraître le journal Actual-Hebdo, qui n'existera que durant un an mais lui permettra d'acquérir une réputation de virulent pamphlétaire. Dans Le Crapouillot paraît en 1973 L'anthologie du pamphlet de la Libération à nos jours ; Éric Asudam, pseudonyme de Micberth, qui n'a que 26 ans, y figure aux côtés de ses aînés, souvent disparus, Anouilh, Céline, Mauriac, Bernanos, Léon Daudet, Bloy, etc.
Jacques d'Arribehaude a écrit en 1988 dans le Bulletin célinien :

« Les textes de Micberth […] ont l'admirable éclat d'une série de beignes appliquées à toute volée sur les faces de pitres, de loufiats et de tarés qui règnent sur ce pauvre monde et mettent à l'abrutir une opiniâtreté, une haine, une infamie dans la délation et le sournois verrouillage juridique, qui rendraient aimable le souvenir de l'Inquisition.
Dans ce monde à ce point asservi et rampant, la sainte colère de Micberth, son ironie meurtrière, sont un réconfort, une bouffée d'oxygène, proprement inestimables. […] Tant de verve, et de si haute tenue, ne peut que mettre en appétit, mais il s'y mêle aussi, tout comme chez Bloy, des pages d'émotion, de gravité poignante, de poésie pure, qui témoignent d'une souveraine maîtrise de style dans une langue merveilleusement vivante. »

La même année, il lance le mouvement politique Nouvelle Droite française (qui n'a aucun lien avec le GRECE, souvent appelé Nouvelle Droite) qui se veut « révolutionnaire », « aristocratique » et « anti-républicain ».
Jean-François Kahn, dans son ouvrage La Guerre civile paru au Seuil en 1982 ne semble guère apprécier le style télévisé du leader de la NDF :

« […] Rat, hyène, chauve-souris », « marmot à tête de rat, demi-saxon, demi-juif », écrira Bernanos en 1931 ; chien, microbe, et même « colin froid », avancera Jean-Edern Hallier dans son propre numéro stalinien de mutation zoologique de l'ennemi : et si l'adversaire n'était qu'un ver parasite infiltré dans l'intestin de la société ? Ainsi s'exprime, en effet, dans le cadre d'une tribune libre de FR 3, […] Michel-Georges Micberth au nom de la « Nouvelle Droite » : « Depuis le 10 mai, les éructations, les bruits de lavements, de conduites et d'égouts se sont peu à peu imposés à nos oreilles, alors que les flonflons de l'accordéon giscardien devenaient de plus en plus inaudibles. Car c'est bien le 10 mai qu'avec effroi les Français ont entendu battre la porte de leurs ouatères, les terrifiantes rumeurs sortant des cuvettes, sous le battement lancinant des lunettes et le cliquetis des chasses. L'immonde sanie socialo-communiste sortait des fosses pour se répandre dans une insoutenable puanteur sur tout notre pays. Ce fut le temps des helminthes triomphants, des ascaris couronnés, des cestodes exultants et des oxyures ébahis. Bref, les déjections prenaient le pouvoir. »

Habitué des déclarations « provocatrices », Micberth a souvent été qualifié d'anarchiste de droite, voire d'extrême droite (un Que sais-je ? aux PUF, lui a été en partie consacré). Lui préfère se définir comme « aristocrate libertaire ».

Ses activités lui vaudront une vie très aventurière et des ennuis avec les autorités, qui le soupçonnent un temps de menées subversives En août 1974, Michel-Georges Micberth est arrêté pour avoir détenu un chéquier volé au nom de l'ancien président de la république Georges Pompidou,. L'affaire dite « des chèques Pompidou » fait de lui l'un des rares journalistes à être, depuis la Libération, incarcérés en France dans le cadre d'une « affaire politique ». Libéré quelques semaines plus tard, il est défendu par l'avocat Georges-Paul Wagner. En 1975, il tire de cette affaire un livre, intitulé Pardon de ne pas être mort le 15 août 1974. Il écrit dans un avertissement : 

« Mon souci n'a pas été d'offrir au lecteur une œuvre littéraire, mais le témoignage d'un homme loyal qui se bat pour ses idées, le cri du combattant qu'on a voulu assassiner un soir de 15 août dans ce sale pays, la France giscardienne, qui ment, qui vole et qui tue. »

 Il est condamné, en décembre 1975, à quinze mois de prison avec sursis puis relaxé en appel en 1979.
Michel-Georges Micberth a publié un roman, des pamphlets, essais, poèmes et dessins humoristiques sous le pseudonyme de Freuslon. À partir de 1986, il s'est consacré à l'édition de la collection Monographies des villes et villages de France qui comptait, en 2011, 3 150 titres parus dont de nombreux dictionnaires départementaux.

Las des incessantes poursuites judiciaires provoquées par la violence de ses textes, Micberth cesse d'écrire des pamphlets dans les dernières décennies de sa vie. Il a fait sienne cette pensée de Pascal : 

« Nous sommes si présomptueux, que nous voudrions être connus de toute la terre, et même des gens qui viendront quand nous ne serons plus ; et nous sommes si vains que l'estime de cinq ou six personnes qui nous environnent nous amuse et nous contente. »

Michel-Georges Micberth meurt le 19 mars 2013 à Autremencourt dans l’Aisne,. Son épouse et collaboratrice, Virginie Beaufils-Micberth, poursuit son œuvre éditoriale[réf. nécessaire]

## L'éditeur
Au cours de sa vie professionnelle, Micberth a publié un peu moins de 5 000 titres dont 3 000 monographies sur l'histoire locale de la France. Il a rapidement rattaché à sa structure éditoriale et à son réseau commercial, une imprimerie qui lui donne une totale liberté de création et une librairie en ligne qui sert encore aujourd'hui les particuliers et les libraires spécialisés.
Dès le premier choc pétrolier en 1973, il s'attache à faire de la reprographie une technique d'imprimerie aussi fiable que jadis l'offset. Ce qui a pour effet de proposer aux lecteurs des petits tirages sur des sujets à faible public avec un prix de vente par ouvrage qui ne soit pas trop prohibitif. Trente ans plus tard, le moindre imprimeur de labeur sera doté d'un matériel de reprographie, procédé leader dans les pays occidentaux.

## Controverse concernant l'extrême droite
En juin 1965, le directeur de La Tour de feu, revue philosophico-poétique, qui publie Adrian Miatlev, écrit, à propos du jeune poète Micberth : « Le fascisme en poésie, n'a pas meilleure gueule qu'ailleurs. » Avec cette apostrophe naît une sulfureuse légende, selon laquelle Micberth serait d'extrême droite.
Micberth se dit, lui, de droite, tout en étant libertaire dans ses révoltes contre la société, il est l'auteur de Ch… dans la gueule de Dieu et se torcher le cul avec « Présent ». On pouvait lire en 1984, sous sa plume, dans un article surtitré Colère :

« Je n'aime pas l'extrême droite […] Je crois que la démocratie, en raison de son système indirect, n'a jamais été qu'une utopie fort dangereuse. En refusant de se donner les moyens d'être vraiment démocratique, elle nous oblige à un perpétuel balancement entre les extrêmes de gauche et de droite, pareillement détestables. En omettant de prendre en compte les épiphénomènes les plus cruels de son histoire, en utilisant négativement ses forces politiques comme tristes exutoires occasionnels, elle perpétue la barbarie et freine l'évolution intelligente des hommes. En s'embourbant dans un extrême centre (on me passera la plaisanterie) elle désespère ses citoyens et les livre en pâture à toutes les aventures rutilantes mais pernicieuses du destin. »

L'anarchisme de droite dont se revendiquent Micberth et François Richard semble cependant, pour Bruno Deniel-Laurent, une pure construction dont ceux-ci feraient usage afin de se réclamer d'une tradition littéraire, Micberth étant considéré comme « l'une des personnalités anarcho-droitistes les plus prestigieuses ». Il est à noter que M. Richard ne s'est pas compté comme auteur dans le florilège des écrivains étudiés dans son travail et que Micberth a été étranger à la conception de cette thèse passée sous la responsabilité des universitaires du jury (présidé par Henry Bouillier) qui a reçu M. Richard, docteur ès lettres, Robert Mauzi, professeur émérite à la Sorbonne, qui l'a édité dans sa très sérieuse collection Littératures modernes et les collaborateurs (autour de A.-L. Angoulvent-Michel) des PUF, dans un Que sais-je ?  vendu a plusieurs milliers d'exemplaires (8e mille en 1997).
Micberth soutient néanmoins la démarche des négationnistes dans leur volonté de « chercher la vérité » (sans pour autant adhérer à leurs thèses), et taxe Bernard-Henri Lévy de « Juifaillon » à la suite d'un article dans lequel celui-ci considère que Nabe est un « écrivaillon nazi ». François Richard, dans sa thèse, citée plus haut, qu'il consacra à l'anarchisme de droite dans la littérature, fait de Micberth le plus grand représentant de cette tendance, aux côtés de Louis-Ferdinand Céline, Édouard Drumont, Lucien Rebatet, Roger Nimier, Louis Pauwels, Arthur de Gobineau ou Léon Bloy. Micberth entretient également une amitié tumultueuse avec l'écrivain A.D.G.. Ce dernier lui dédie d'ailleurs son premier roman.

## Œuvres
- Les Pensées de l'escalier
- Le Pieu chauvache
- Les Vociférations d'un ange bariolé
- Petite Somme contre les gentils (Allocutions télévisées FR3)
- La Lettre
- Ce que dicte la conscience (De Mai 68 à l'affaire des chèques Pompidou)
- Révolution droitiste (en collaboration)
- Les Gros Niqueurs (en collaboration)
- Mimi sait tout
- Nouveau Pal et triques variées
- Les Soliloques d'un vieux bandeur
- Entretiens parachroniques avec Anne Lorde

### En collaboration avec Claude Sellier
Claude Sellier est un nom de plume de François Richard
Au Livre d'histoire, Paris
- La Bourgogne, 1993
- La Franche-Comté, 1993
- La Bretagne, 1993
- Le Centre, 1994
- La Picardie, 1993
- La Champagne-Ardenne, 1993
- La Normandie, 1994
- L'Alsace, 1997
- Le Nord-Pas-de-Calais, 1999
- L'Aquitaine, 1999
- Le Limousin, 2000
- La Picardie II, 2000
- La Provence, 2001
- Les Pays de la Loire, 2005
- L'Auvergne, 2005

### Comme anthologue et directeur de collection
- Mille poètes, ce jour, Illustrations Bernard Deyriès, Jeune Force poétique française, Limeray, 1970
- 3 345 titres parus dans Monographies des villes et villages de France, depuis 1987[54]
- Histoire insolite des régions de France
- Villes et villages sous la Révolution
- Monographies agricoles
- Des faits et des hommes
- Les grands méconnus
- Vieux parlers
- Petite bibliothèque insolite
- Métiers d'hier et d'aujourd'hui
- Voyage à travers le XXe siècle, Champion. Quid 2000, Robert Laffont
- Mes Immortels avec Hubert Wayaffe (quatre-vingt-six célébrités de la chanson, des lettres, des arts, du cinéma se racontent…)

### Enregistrements audio
- Ici Radio Philalèthe 1 CD de 50 min d’entretiens avec Micberth diffusés en 1980. Éditions Lorisse, 2013.
- Hubert Wayaffe. Entretiens avec Micberth. 2 CD de 115 min. Éditions Lorisse, 2003.

### Enregistrements vidéo
- Micberth et la Jeune Force poétique française. Micberth et ses collaborateurs (notamment A.D.G. et Bernard Deyriès) à la galerie Sainte-Croix. Reportage FR3 diffusé en 1967.
- Vers une nouvelle droite. Texte intégral de l’émission « Tribune libre » diffusée le 20 avril 1976 sur FR3.
- Apologie de l’abstention. Texte intégral de l’émission « Tribune libre » diffusée le 3 juin 1977. Produite par Jean-Pierre Alessandri et Jean-Claude Michelot, réalisée par Jean-Claude Lemonnier.
- Il y a « nouvelle droite » et nouvelle droite. Texte intégral de l’émission « Tribune libre » diffusée le 19 décembre 1979. Produite par Jean-Claude Courdy et réalisée par Jean Douchet.
- L’éducation. Texte intégral de la séquence « Vociférations » enregistrée sur cassette vidéo pour Nouvelle Élite Vidéomagazine, juin 1981. Réalisée par Bernard Deyriès.
- Micberth et la femme (2 parties). Interview de M.-G. Micberth par Annick Morel enregistrée sur cassette vidéo pour Nouvelle Élite Vidéomagazine, octobre 1981.
- Prout, caca, boudin ou l’État socialo-communiste. Texte intégral de l’émission « Tribune libre » diffusée le 8 avril 1982 sur FR3. Produite par Jean-Claude Courdy et réalisée par Philippe Marouani.
- Konservativ oder radikal ? Interview de M.-G. Micberth pour la chaîne de télévision allemande ARD, diffusée en juin 1982.